# Rückersdorf, Nürnberger Land
Rückersdorf là một đô thị ở Nürnberger Land bang Bayern thuộc nước Đức.